# Légine
Dissostichus
Genre
Dissostichus  est un genre regroupant deux espèces de poissons des mers australes, appelés légines. La légine est un gros poisson carnassier à la chair appréciée.

## Liste des espèces
- Dissostichus eleginoides Smitt, 1898 - légine australe
- Dissostichus mawsoni Norman, 1937 - légine antarctique, colin antarctique.

On trouve le plus souvent la légine australe dans les eaux au nord du 60° parallèle sud et la légine antarctique dans celles situées au sud du 60° parallèle sud.

## Pêche
Ce poisson est pêché jusqu'à 2 000 mètres de fond, surtout à la palangre, méthode autorisée par le TAAF (administrateur des terres australes et antarctiques françaises), mais elle fait ailleurs aussi l'objet de chalutage. Le Pôle mer Bretagne, fin 2008, proposait une nouvelle technique (projet Orcasav) utilisant une nasse de grand fond pour que les orques ne viennent pas manger le poisson sur la palangre et que les oiseaux marins ne se prennent plus aux hameçons.
La légine est l'objet d'un engouement gastronomique au Japon et aux États-Unis assez récent, elle est vendue autour de 30 euros le kilogramme contre 11 euros pour le saumon[réf. nécessaire]. Cela a entraîné une surexploitation de cette ressource halieutique, dont l'activité est la plus rentable de toutes les pêches de France. Des mesures de conservation ont été prises mais une pêche illégale s'est développée dans de grandes proportions et une détermination rarement vue dans une activité économique comme la pêche. C'est ainsi plus de vingt navires qui ont été arraisonnés par la Marine nationale française dans sa ZEE (Zone économique exclusive) depuis 1997.
En 2004, le total admissible de capture (TAC) de légines a été fixé à 6 050 tonnes sur les zones des îles Kerguelen et des îles Crozet, ce total est ensuite réparti par les TAAF (Terres australes et antarctiques françaises) aux différents armements répondant à la réglementation très stricte pour la capture de la légine. La pêche à la légine dans les eaux antarctiques françaises est labellisée par le programme MSC.
L'organisation internationale de défense des espèces marines menacées Sea Shepherd a réussi, en 15 mois de campagnes internationales, à faire arrêter les six bateaux contrebandiers recherchés durant dix ans par Interpol et ainsi, à stopper les prises illégales de légine.